# Reboledo
Pour les articles homonymes, voir Reboledo (homonymie).
Reboledo est une ville de l'Uruguay située dans le département de Florida. Sa population est de 377 habitants.

## Géographie
La ville est située 122 km au nord de Montevideo.

## Population
| Année | Population |
| ----- | ---------- |
| 1963  | 385        |
| 1975  | 374        |
| 1985  | 348        |
| 1996  | 304        |
| 2004  | 377        |

Référence,.